# Pressly Coker
Samuel Pressly Coker IV (* 22. November in Alma, Michigan) ist ein US-amerikanischer Schauspieler.

## Leben
Coker ist der Sohn von Susan (geb. McCall) und Samuel Pressly Coker III. Er hat zwei jüngere Schwestern, die Zwillinge sind. Er bezeichnet sich selbst als Schauspieler, der eine klassische Ausbildung erhielt, und sammelte erste Erfahrungen im Theaterschauspiel. Im Nordosten der Vereinigten Staaten wirkte er dabei überwiegend in William-Shakespeare-Stücken mit.
2006 debütierte er als Filmschauspieler im Kurzfilm When They Could Fly. Es folgten in den frühen 2010er Jahren Episodenrollen in verschiedenen Fernsehserien. Er übernahm eine Charakterrolle 2015 in Die Jupiter Apokalypse – Flucht in die Zukunft und war ab demselben Jahr bis 2018 in der Webserie Break a Hip in der Rolle des Lyle zu sehen.

## Filmografie
- 2006: When They Could Fly (Kurzfilm)
- 2010: Law & Order: Special Victims Unit (Fernsehserie, Episode 11x19)
- 2011: Suits (Fernsehserie, Episode 1x01)
- 2012: Life in Parallel
- 2012–2015: Hunting Season (Fernsehserie, 3 Episoden)
- 2014: Navy CIS (NCIS) (Fernsehserie, Episode 12x05)
- 2015: Real Husbands of Hollywood (Fernsehserie, Episode 3x10)
- 2015: The Girl Is in Trouble
- 2015: Die Jupiter Apokalypse – Flucht in die Zukunft (Earthfall) (Fernsehfilm)
- 2015: The Affair (Fernsehserie, Episode 2x09)
- 2015–2018: Break a Hip (Webserie, 6 Episoden)
- 2016: Arranged (Kurzfilm)
- 2018: Headgame
- 2018: General Hospital (Fernsehserie, Episode 1x14075)
- 2018: New Dogs, Old Tricks (Fernsehserie, 3 Episoden)
- 2019: Flashout
- 2020: Adverse